# Halim Giráj krími kán
Halim Giráj (krími tatár: Halim Geray, حليم كراى), (1689 – 1759) krími tatár kán, IV. Szadet kán fia.

## Élete
Halim a núreddin tisztséget viselte II. Mengli kán idején (1727–1730). 1756-ban a szultán őt nevezte a Krím kánjává. Halim a fivéreit, Devletet és Mehmedet tette a kalga és núreddin pozíciójába. 
Intézkedéseivel hamar maga ellen fordította a besszarábiai nogáj tatárokat; először megemelte a fizetendő adó mértékét, aztán amikor a szeraszkerjük (hagyományosan a Giráj dinasztiából származó hadvezér) meghalt, egy tapasztalt, tekintélyes családtag helyett egyik fiát, Szaid Girájt állította a helyére. Mikor a nogájok lázongani kezdtek, a fiatal vezér indokolatlan kegyetlenséggel verte le az elégedetlenkedést: többeket kivégeztetett vagy börtönben hagyta meghalni őket, tekintélyes férfiakat megalázó módon láncra veretett; mindezzel csak fokozta maga iránt a gyűlöletet.
Nem sokkal ezután éhínség sújtotta Isztambult, a szultán utasította a kánt hogy szállítson élelmet a fővárosba, a kán pedig többek között a nogájoktól kért segítséget. A korábbi igazságtalanságok miatt (és mert az elégedetlenséget Kirim Giráj, a korábbi kán öccse is szította) a nogájok ezt megtagadták, fellázadtak és Szaid kénytelen volt apjához menekülni.
Mindeközben a kubanyi nogájok és a cserkeszek, akik szintén Halim fiait kapták vezetőnek, szintén fellázadtak. A kán tanácsadói azt javasolták, hogy fiai helyett tapasztaltabb vezetőket tegyen meg szeraszkernek, de Halim inkább feleségére, a volt orosz rabszolganőre hallgatott.
Az általános elégedetlenséget kihasználva, az időközben ötvenezer fegyverest maga mellé állító Kirim Giráj levelet írt a szultánnak, kérve a kán leváltását. III. Musztafa el akarta kerülni a felkelést és a legegyszerűbb megoldást választva megfosztotta Halimot káni méltóságától és helyére Kirimet nevezte ki. Halim egy évvel később Törökországban halt meg.